# Лещинский, Иван Сидорович
Иван Сидорович Лещи́нский (1901—1974) — советский конструктор оружия, разработчик счетверённой зенитной пулемётной установки ЗПУ-4.

## Биография
Родился в 1901 году в Ярцево (ныне Смоленская область) в семье железнодорожного стрелочника.
Окончил Ярцевское железнодорожное училище (1917), работал слесарем на ткацкой фабрике.
В 1919—1922 годах слесарь по ремонту оборудования на Ижевском оружейном заводе. В 1922—1924 годах служил в РККА в кавалерийских частях.
В 1924 году вернулся на Ярцевскую ткацкую фабрику. В 1925—1928 годах учился на рабфаке Смоленске, в 1928 году поступил в ЛПИ, откуда после разделения ЛПИ на отраслевые вузы со всем курсом переведен в ЛВМИ.
В 1932 году после его окончания направлен на работу в ОКБ оружейного завода в Коврове (ИНЗ № 2).
Работал инженером, старшим инженером и ведущим инженером-конструктором до ухода на пенсию в 1962 году.
Во время войны разработал башенную установку для спаренных пулемётов ДШКМ, несколько тумбовых, стоечных и других станков и установок для пулемётов ДШК и КПВ. Участник создания ковровского бронепоезда (1941) и пушки для ЗСУ-23.

## Награды и премии
- Сталинская премия первой степени (1949) — за создание новых образцов оружия (ЗПУ-4, счетверенная зенитная пулемётная установка)
- медали